# 링 개그

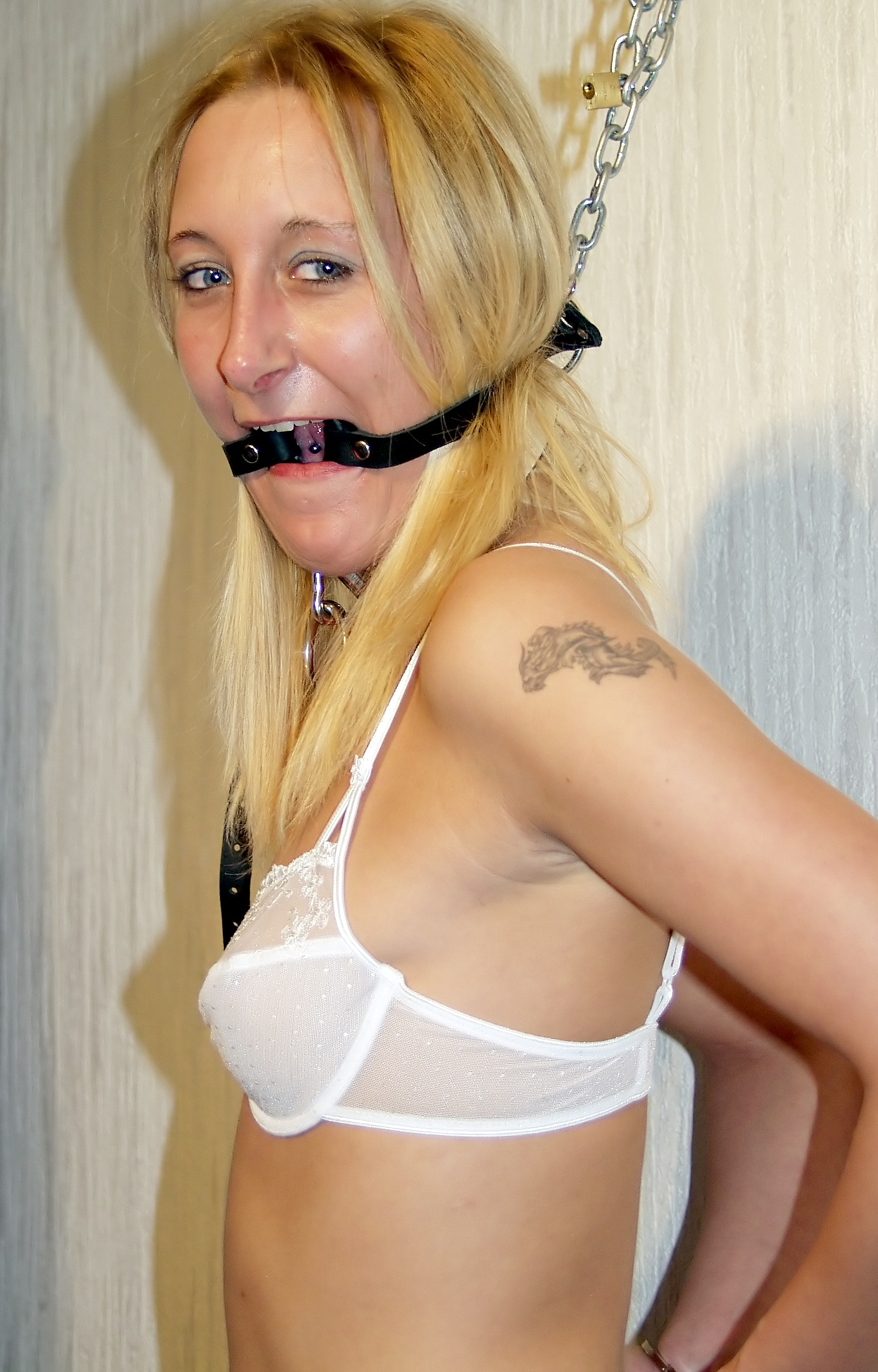
장착 예

링 개그는 재갈의 일종이다. BDSM에서 사용되며, 볼 개그와 달리 족쇄 부분이 고리로 되어 있다. 이 때문에 착용자가 질식할 우려가 없다.또한 입에 무언가를 삽입하기에 편리하다. 재갈은 착용자의 말을 빼앗는 것이지만 링 개그의 경우 뚜렷한 발성은 못해도 꽤 큰 소리를 낼 수 있는 것이 특징이다. 예전에는 링과 플러그가 세트로 구성된 상품도 있다. 재갈 마니아 중에는 착용자(주로 여성)의 얼굴이 뒤틀리는 것을 보고 기뻐하는 성적 취향을 가진 사람도 존재하기 때문에 더욱 효과가 높은 제품으로 인지되고 있다.

## 주의
착용자의 입을 막지 않는 목적은 전술한 바와 같으며 입에 무언가를 삽입하는 것이 첫 번째 목적은 아니다.실제로 무언가를 삽입하기에는 링이 너무 작은 것도 많고, 또 꽤 큰 링으로 펼쳤을 경우는 단지 넣을 수 있을 뿐 아무런 실용에 제공하지 않는다.

## 같이 보기
- 비트 개그
- 볼 개그